# آدم هلوزيك
آدم هلوزيك (مواليد 25 يوليو 2002) هو لاعب كرة قدم تشيكي يلعب كمهاجم في نادي سبارتا براغ.

## روابط خارجية
- آدم هلوزيك على موقع الاتحاد الأوربي (الإنجليزية)
- آدم هلوزيك على موقع قاعدة بيانات كرة القدم.إي يو (الإنجليزية)
- آدم هلوزيك على موقع ليكيب (الفرنسية)
- آدم هلوزيك على موقع ناشيونال فوتبول تيمز (الإنجليزية)
- آدم هلوزيك على موقع Soccerbase.com (لاعب) (الإنجليزية)
- آدم هلوزيك على موقع Soccerway.com (الإنجليزية)
- آدم هلوزيك على موقع عالم كرة القدم.نت (الإنجليزية)
- آدم هلوزيك على موقع AS.com (الإسبانية)